# Lead Hill
Lead Hill è un comune degli Stati Uniti d'America, situato in Arkansas, nella contea di Boone.